# Ронкаль (сыр)

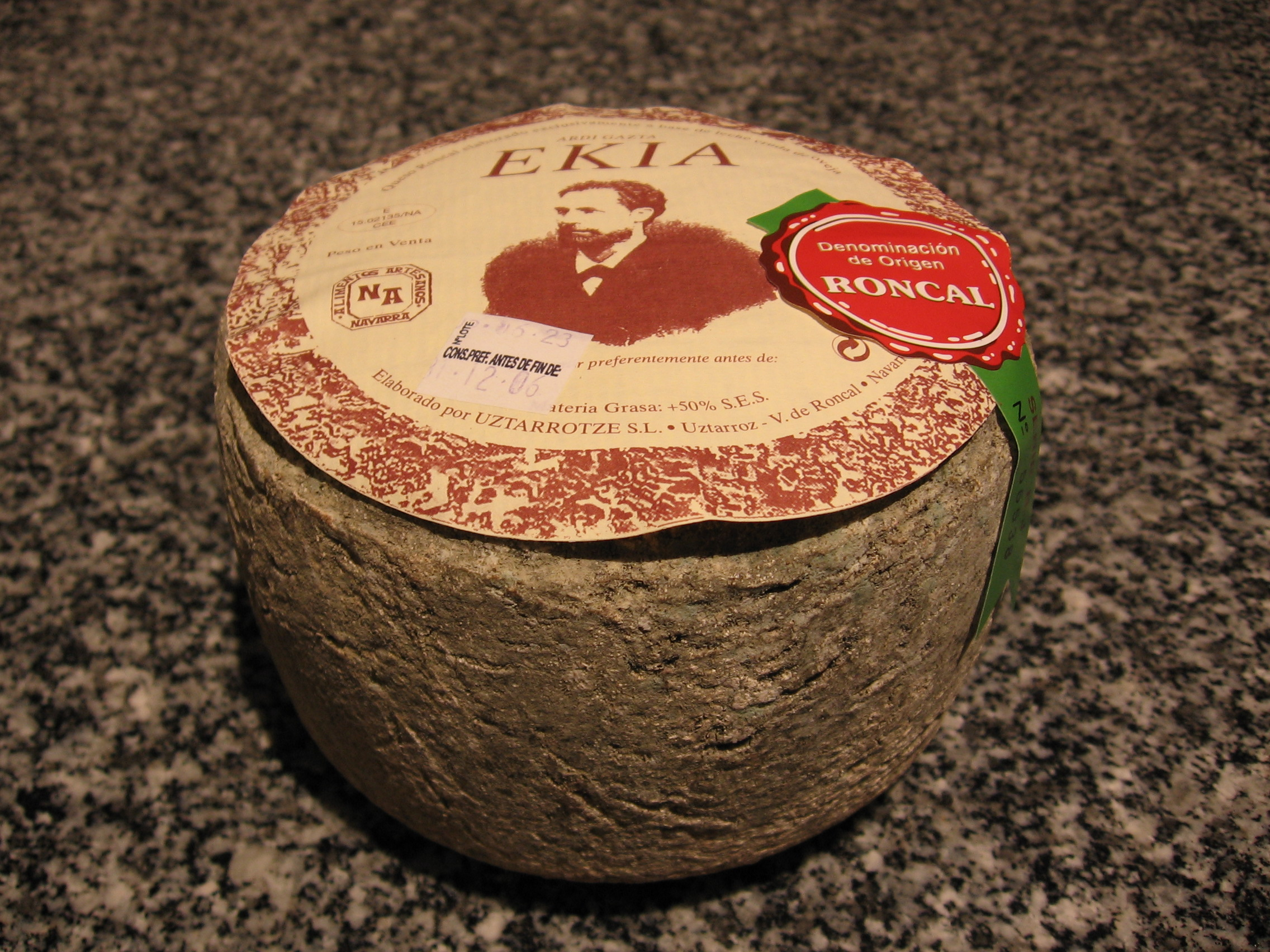
Сыр «Ронкаль»

«Ронка́ль» (исп. Roncal) — испанский твёрдый сыр из овечьего молока. Производится в Наварре, в долине Ронкаль. Для его производства используется цельное молоко овец пород раса и лача. Имеет слегка или среднепикантный вкус. Время созревания сыра составляет не менее четырёх месяцев. По правилам производство сыра осуществляется в период с декабря по июль включительно. Головка сыра цилиндрической формы весит от 2 до 3 кг, её высота составляет от 8 до 12 см. Корочка твёрдая, тёмно-коричневого цвета.